# The Covenant (film)
The Covenant is een Amerikaanse horror-fantasyfilm uit 2006 in een regie van Reny Harlin. Het verhaal werd geschreven door J. S. Cardone. Hoofdrollen worden gespeeld door Steven Strait, Taylor Kitsch, Toby Hemingway, Chace Crawford, Sebastian Stan, Laura Ramsey en Jessica Lucas. De film werd door recensenten uiterst negatief onthaald.

## Verhaal
In 1692, toen de eerste Heksenprocessen van Salem startten, sloten vijf families uit Ipswich, in de Amerikaanse staat Massachusetts, een overeenkomst om te zwijgen over hun bovennatuurlijke krachten.  Een familie brak de overeenkomst en werd daarom van het land verbannen.
Het verhaal verplaatst zich dan naar 2006. Vier jongens van 17 jaar volgen les aan de Spenser Academy. Omdat ze alle vier familie zijn en uit hetzelfde dorp komen, noemen ze zichzelf "De zonen van Ipswich": Caleb Danvers (Steven Strait), Pogue Parry (Taylor Kitsch), Reid Garwin (Toby Hemingway) en Tyler Simms (Chace Crawford). Echter verwijst deze bijnaam naar hun werkelijke afkomst: ze beschikken allemaal over magische krachten en zijn afstammelingen van de vijf families uit 1692.
De magische krachten worden ontwikkeld vanaf de leeftijd van 13 jaar. Op het ogenblik zij 18 worden, worden deze krachten extra versterkt. Vanaf dan hebben deze krachten ook een keerzijde: wanneer men deze overbodig gebruikt, zal men zichtbaar verouderen.
Niet veel later schrijft Chase Collins zich in aan de school. Hij is een wees sinds zijn ouders omkwamen in een auto-ongeval. Rond dezelfde tijd sterft een andere student in mysterieuze omstandigheden. Verder krijgt Sarah nachtmerries, Kate een vreemde infectie en zien de vier jongens de geest van de overleden student. Caleb is eerst van mening dat een van de andere drie familieleden verantwoordelijk is. Zijn mening verandert nadat hij tijdens een zwemwedstrijd ontdekt dat Chase wellicht ook over een magische gave beschikt. Hij krijgt gelijk: Chase is een afstammeling van de verstoten familie. Hij is reeds achttien jaar waardoor hij ten volle kan gebruikmaken van zijn gave. Verder heeft hij zijn vader in de luren gelegd door hem een toverspreuk te laten zeggen waardoor Chase diens krachten bijkrijgt. Echter, degene die via deze toverspreuk zijn krachten schenkt, zal daarop sterven.
Chase blijkt verslaafd te zijn aan zijn gave en wil deze zo veel mogelijk uitbuiten. Daarom wil hij ook de gave van Caleb overnemen die weldra achttien jaar zal worden. Omwille van deze reden ontvoert hij diens vriendin Sarah en tracht hij zo Caleb te chanteren. Op Calebs achttiende verjaardag start een gevecht tussen hem en Chase. Het wordt al snel duidelijk dat Chase veel sterker is en het gevecht zal winnen. Echter blijkt dat Caleb's vader nog leeft: hoewel hij slechts 44 jaar oud is, lijkt hij er 100 te zijn omwille van het misbruik van zijn gave. Caleb's moeder kan hem overtuigen om zijn gave door te geven aan Caleb. Daardoor wordt Caleb de sterkste en verdrijft hij Chase in een brandende schuur. Zijn lichaam wordt niet gevonden.

## Rolverdeling
| Acteur           | Personage           |
| ---------------- | ------------------- |
| Steven Strait    | Caleb Danvers       |
| Taylor Kitsch    | Pogue Parry         |
| Toby Hemingway   | Reid Garwin         |
| Chace Crawford   | Tyler Simms         |
| Sebastian Stan   | Chase Collins       |
| Laura Ramsey     | Sarah Wenham        |
| Sarah Smyth      | Kira Snider         |
| Jessica Lucas    | Kate Tunney         |
| Kyle Schmid      | Aaron Abbot         |
| Wendy Crewson    | Evelyn Danvers      |
| Stephen McHattie | William Danvers III |
| Kenneth Welsh    | Provost Higgins     |
| Jon McLaren      | Bordy Becklin       |

## Ontvangst
De film ontving uiterst slechte kritieken. Op Rotten Tomatoes heeft de film slechts een score van 3%. Over het algemeen vindt men de dialogen belachelijk, het acteerwerk ondermaats en wekt het verhaal geen spanning op. Ook op IMDB en Moviemeter krijgt de film gelijkaardige reacties.